# Stryków (gmina II RP)
Stryków (do 1870 i od 1923 miasto Stryków) – dawna gmina o nieuregulowanym statusie istniejąca w latach 191?–1923 w woj. łódzkim. Siedzibą władz gminy była osada miejska Stryków.
Do 31 maja 1870 Stryków był miastem i stanowił odrębną gminę miejską; po odebraniu Strykowowi praw miejskich i przekształceniu w osadę, miejscowość została włączona do gminy Dobra (powiat brzeziński, gubernia piotrkowska).
Podczas I wojny światowej niemieckie władze zaborcze przywróciły Strykowowi samorząd miejski, lecz po przejściu pod zwierzchnictwo polskie miejscowość nie została zaliczona do miast. Gmina stanowiła odtąd jednostkę o nieuregulowanym statusie. W 1921 roku Stryków liczył 4127 mieszkańców.
Jako gmina nie-miejska jednostka formalnie przestała funkcjonować 1 marca 1923 roku w związku z rozciągnięciem dekretu z 4 lutego 1919 r. o samorządzie miejskim na Stryków i zaliczeniem Strykowa do miast (gmin miejskich).
Obecna gmina Stryków jest nowym tworem (od 1973) o zupełnie innych granicach i obszarze.